# NGC 1651
NGC 1651 je otvoreni skup u zviježđu Stolu. 

## Vanjske poveznice
- SEDS: NGC 1651